# Zweite Schlacht in der Javasee
1. Borneo – Tarakan – Celebes – Balikpapan (See) – Balikpapan (Land) – West-Borneo – Samarinda (Ost-Borneo) – Banjarmasin (Süd-Borneo) – Ambon – Straße von Makassar – Sumatra – Palembang – Badung – Timor – Bali – Riau-Inseln – 1. Javasee – Sundastraße – Java – 2. Javasee – Niederländisch-Neuguinea – Kleine Sundainseln – Molukken – 2. Borneo
1941

Thailand – Malaiische Halbinsel – Pearl Harbor – Hongkong – Philippinen – Guam – Wake – Force Z – Borneo
1942

Burma – Rabaul – Singapur – Sumatra – Timor – Australien – Java – Salamaua–Lae – Bougainville/Buka – Shortland-Inseln – Indischer Ozean – Port Moresby – Tulagi – Korallenmeer – Midway – Nordamerika – Buna-Gona – Kokoda-Track – Nauru/Ocean Island
Die Zweite Schlacht in der Javasee in Südostasien zwischen japanischen und alliierten Flotteneinheiten fand im Zweiten Weltkrieg während des Pazifikkriegs am 1. März 1942 statt. Es war die letzte Seeaktion der Niederländisch-Ostindien-Kampagne und ereignete sich zwei Tage nach der ersten Schlacht in der Javasee. Gleichzeitig markierte die Schlacht das Ende der letzten alliierten Kriegsschiffe in den Gewässern um Java und ermöglichte den japanischen Streitkräften, die Eroberung Niederländisch-Ostindiens ungehindert abzuschließen.
Auf Seiten der Alliierten waren lediglich die aus den vorangegangenen Kämpfen verbliebenen US-amerikanischen und britischen Schiffe beteiligt, die Überreste der ehemaligen ABDA-Flotte. Die Japaner gingen aus der Seeschlacht als Sieger hervor. Die verbliebene alliierte Flotte wurde versenkt, die überlebenden Besatzungsmitglieder gerieten in japanische Kriegsgefangenschaft.
In der Folge konnten die Japaner die Insel Java, zu dieser Zeit der einzige bedeutende Ort, der sich noch in alliierter Hand befand, ohne weitere Zwischenfälle besetzen. So hatten sie Zugriff auf die umfangreichen Bodenschätze der Insel, die gleichzeitig für die Japaner eine strategisch wichtige Basis zur Verteidigung des Archipels bei gleichzeitiger Nähe zu Australien darstellte.

## Die Kontrahenten

### Die japanischen Invasionsflotten
Zur Besetzung von Niederländisch-Indien hatten die Japaner ihre Kräfte in eine West- und Osteinsatzgruppe geteilt.
Die Osteinsatzgruppe stand unter dem Oberkommando von Vizeadmiral Takahashi Ibō auf seinem Flaggschiff, dem zum 16. Kreuzergeschwader gehörigen Schweren Kreuzer Ashigara. Weiterhin gehörten der schwere Kreuzer Myōkō und zwei Zerstörer zu diesem Geschwader. Die weiteren Begleitschiffe dieser Gruppe stellte die 4. Zerstörerflottille mit dem Leichten Kreuzer Naka und sechs Zerstörern unter Konteradmiral Shōji Nishimura sowie der Leichte Kreuzer Kinu und weitere Hilfsschiffe.
Die Deckungsgruppe stellte das 5. Kreuzer-Geschwader unter dem Kommando von Konteradmiral Takagi Takeo mit zwei Schweren Kreuzern und vier Zerstörern im östlichen Teil der Javasee.
Der Osteinsatzgruppe wurde nach Abschluss der Seeschlacht vor Balikpapan am 24. Februar 1942 eine weitere Begleitgruppe zugeteilt, die aus der 2. Zerstörerflottille unter dem Kommando von Konteradmiral Tanaka mit dem Leichten Kreuzer Jintsū und vier weiteren Zerstörern bestand. Die Begleitgruppe stieß in der Makassarstraße zum Verband, der in der Folge weiter nach Süden vorstieß.

### Die Alliierten

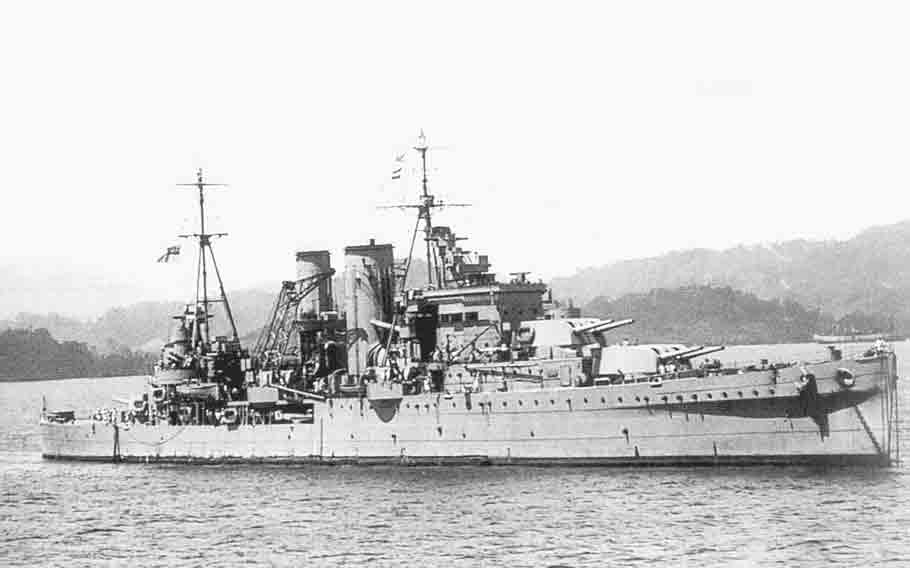
HMS Exeter vor Sumatra 1942.

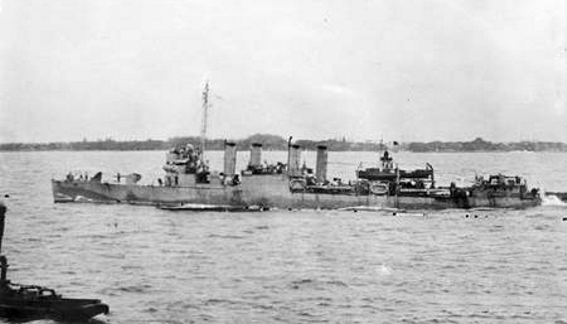
USS Pope im Februar 1942.

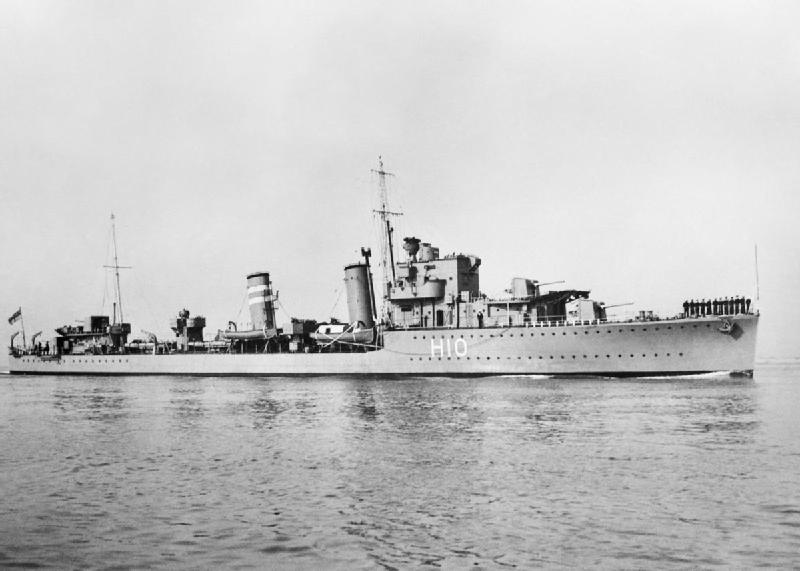
HMS Encounter im Sommer 1938.

Die alliierte Flotte aus US-amerikanischen, britischen, niederländischen und australischen Schiffen (ABDA-Flotte) war bereits in der ersten Schlacht in der Javasee am 27. und 28. Februar 1942 besiegt worden und die Schiffe wurden von den japanischen Einheiten der östlichen Einsatzgruppe entweder versenkt oder zum Rückzug gezwungen.
In der Folge hatten sich der Leichte Kreuzer Perth und der Schwere Kreuzer Houston nach Tanjung Priok, dem Hafen Batavias, zurückgezogen. Es war geplant, die Schiffe durch die Sundastraße nach Tjilatjap im Süden der Insel abzuziehen. Die Schiffe verließen den Hafen am Abend des 28. Februar, trafen aber später in dieser Nacht vor der Bantam Bay auf die japanische westliche Invasionsgruppe und wurden in der Schlacht in der Sundastraße versenkt. In einer ähnlichen, aber getrennten Aktion wurde auch der verbliebene niederländische Zerstörer Evertsen versenkt.
Der schwere Kreuzer Exeter, der in der ersten Schlacht in der Javasee bereits schwer beschädigt worden war, hatte sich, begleitet vom niederländischen Zerstörer Witte de With, zum Hauptankerplatz Surabaya im Osten der Insel Java zurückgezogen. Dort traf sie auf die Encounter, die auch die Überlebenden des Zerstörers Kortenaer an Bord hatte. Ebenfalls in Surabaya befanden sich die vier US-amerikanische Zerstörer der Destroyer Division 58 (DesDiv 58) bestehend aus den Schiffen John D. Edwards, John D. Ford, Alden und Paul Jones, die sich ebenfalls aus den Kämpfen zurückgezogen hatte, sowie den Zerstörer Pope, der notdürftig repariert worden war.
Am 28. Februar, nach Einbruch der Dunkelheit, verließ DesDiv 58 über Surabayas flache östliche Zufahrt und die Bali-Straße das Gebiet Richtung Australien. Nach einer kurzen Begegnung mit japanischen Zerstörern kamen sie am 4. März sicher in Fremantle an.
Ebenfalls nach einigen notdürftigen Reparaturen sollte die Exeter zur weiteren Überholung nach Ceylon gehen. Das Schiff legte in der Abenddämmerung des 28. Februar in Begleitung der Encounter und der Pope ab. Witte de With konnte aufgrund mechanischer Probleme nicht in See gehen und wurde später am 2. März von japanischen Flugzeugen in Surabaya bombardiert und versenkt.
Da die Exeter zu viel Tiefgang hatte, um die östliche Zufahrt Surabayas zu nutzen, wurde die Nordroute für die Fahrt gewählt, um die Javasee im Westen über die Sundastraße zu verlassen. Dies geschah in der Annahme, dass dieser Seeweg noch nicht von Feindkräften kontrolliert würde. Am Morgen des 1. März befanden sich die drei alliierten Schiffe westnordwestlich der Insel Bawean in Richtung Westen. Die Schiffe machten 23 kn (43 km/h), da die Exeter nicht schneller laufen konnte.

## Die Schlacht
Am 1. März um 04:00 Uhr sichtete die alliierte Gruppe feindliche Schiffe im Westen. Da die Exeter und ihre Begleiter einen Kampf vermeiden wollten, änderten sie ihren Kurs nach Nordwesten.
Um 07:50 Uhr wurden weitere Schiffe in südwestlicher Richtung gesichtet. Erneut änderten die alliierten Schiffe ihren Kurs, um ihnen auszuweichen.
Um 09:35 Uhr wurden schließlich zwei Schwere Kreuzer gesichtet, die sich von Süden her näherten. Dies waren die Nachi und die Haguro der Deckungsgruppe unter Takeo Takagi, ferner noch die beiden Zerstörer Yamakaze und Kawakaze, auf die die alliierten Schiffe bereits zwei Tage zuvor in der ersten Schlacht in der Javasee getroffen waren.
Exeter und die Zerstörer wandten sich nach Nordosten und erhöhten die Geschwindigkeit, machten jedoch bald weitere Schiffe aus, die sich aus Nordwesten näherten. Dies war die Gruppe unter Ibo Takahashi mit den Schweren Kreuzern Ashigara und Myōkō und den beiden Zerstörern Inazuma und Akebono.
Die Kreuzer näherten sich nun von beiden Seiten den alliierten Schiffe und eröffneten das Feuer um 10:20 Uhr, als sie in Reichweite waren.
Encounter und Pope versuchten daraufhin sich einzunebeln und unternahmen später einen Torpedoangriff, während Exeter das Feuer erwiderte. Um 11:20 Uhr erlitt die Exeter einen schweren Treffer im Heizraum, was zu einem Stromausfall führte und ihre Geschwindigkeit auf 4 kn verlangsamte (7,4 km/h). Als sich die vier japanischen Kreuzer dem Schiff näherten, erhielten Encounter und Pope den Befehl, den Kampf abzubrechen und ein nahes Regengebiet zu nutzen, um die Verfolger abzuschütteln. Von mehreren weiteren Granaten getroffen, stoppte die Exeter letztlich und der Zerstörer Inazuma führte einem Torpedoangriff auf das Schiff aus. Hierbei wurde der Kreuzer von zwei Torpedos auf ihrer Steuerbordseite getroffen und sank um 11:40 Uhr, ungefähr 78 km nordwestlich von Bawean Island.
Inzwischen konzentrierten sich die japanischen Kreuzer auf die flüchtenden Zerstörer. Die Encounter hatte den Befehl zur Flucht missachtet und beigedreht, um die immobilisierte Exeter noch durch eine Nebelwand vor weiterem Beschuss zu schützen und um der Besatzung das Verlassen des Schiffes zu ermöglichen. Das Schiff wurde hierbei allerdings selbst in Brand geschossen und stoppte. Der Kommandant des Zerstörers Eric „Rattler“ Morgan befahl daraufhin, sein Schiff zu versenken, um eine Übernahme durch die Japaner zu verhindern. Die Encounter kenterte und sank gegen 12:10 Uhr. Die Pope setzte ihre Flucht zunächst fort, erreichte das Regengebiet und war kurzzeitig nicht mehr zu sehen.
Die Atempause war jedoch nur von kurzer Dauer. Ungefähr eine Stunde nach dem Untergang der beiden anderen Schiffe, wurde die Pope von Aichi D3A-Sturzkampfbombern des Flugzeugträgers Ryūjō entdeckt, der zu den Begleitschiffen der westlichen Landungsgruppe gehörte. Bei dem folgenden Bombenangriff gab es einige Nahtreffer auf der Pope, die Löcher im Rumpf verursachten und die Propellerwelle verbogen. Mit Schlagseite nach Backbord verließ die Besatzung das Schiff. Anschließend wurde der beschädigte Zerstörer von den inzwischen herangekommenen japanischen Kreuzern durch Artillerie versenkt.
Insgesamt gab es etwas mehr als 800 Überlebende. Diese wurden von den Japanern aufgegriffen und gefangen genommen, 190 von ihnen starben anschließend in japanischer Kriegsgefangenschaft.

## Die Wracks
Die Wracks von HMS Exeter und HMS Encounter wurden erst im Februar 2007 von Forschern entdeckt, die bereits seit fünf Jahren nach den Schiffen gesucht hatten. Die Fundstellen liegen nur einige Meilen voneinander entfernt etwa 90 Meilen nordwestlich von Bawean. Sie liegen allerdings rund 60 Meilen von der vom Kommandanten der Exeter, Oliver Gordon, gemeldeten Sinkposition entfernt, in einer Tiefe von ungefähr 60 m (200 ft). Die Überreste des Wracks der USS Pope wurden im Dezember 2008 entdeckt, dieses war von illegalen Bergungen allerdings schon stark ausgeschlachtet.
Im November 2016 entdeckte eine weitere Tauchexpedition, dass die Wracks von Exeter und Encounter auf dem Meeresboden nicht mehr auffindbar waren. Die Zeitung The Guardian berichtete daraufhin, dass die Wracks beider Schiffe und einige weitere, darunter die Electra sowie das U-Boot Perch nicht mehr auffindbar seien und vermutlich ebenfalls Ziel illegaler Bergungen geworden waren. Ein Mitglied der Tauchexpedition von 2007 äußerte sich verblüfft über das Ausmaß der illegalen Bergungen, die anscheinend stattgefunden hatten.

## Die Folgen
Die Japanische Invasion Javas erfolgte parallel zu der Schlacht. Nach der Eroberung von Java hatten die Japaner vollen Zugriff auf die ergiebigen Bodenschätze der Inseln des südwestlichen indonesischen Archipels. Zusätzlich konnten sie sich einen effektiven Verteidigungsring von den Indonesischen Inseln bis nach Rabaul im Osten aufbauen. Durch den Verlust der Flotte im Südwesten hatten die Alliierten den japanischen Expansionsbestrebungen in dieser Region vorläufig nichts entgegenzusetzen. Vizeadmiral Helfrich, der sich Anfang März 1942 mit den wenigen verbliebenen Einheiten nach Ceylon zurückgezogen hatte, wurde zwar als neuer Befehlshaber der Streitkräfte Ost eingesetzt, spielte aber bei der Bekämpfung der Japaner keine wesentliche Rolle. Der japanische Vormarsch wurde erst Anfang Mai 1942 am Ostrand des pazifischen Kriegsschauplatzes bei den Salomonen und in der Schlacht im Korallenmeer gestoppt.